# Impatiens brandisii
Impatiens brandisii är en balsaminväxtart som beskrevs av Joseph Dalton Hooker. Impatiens brandisii ingår i släktet balsaminer, och familjen balsaminväxter. Inga underarter finns listade i Catalogue of Life.